# Back Door Man
Back Door Man è un brano blues scritto da Willie Dixon e inciso per la prima volta da Howlin' Wolf nel 1960, pubblicato dall'etichetta Chess Records l'anno seguente con il brano Wang Dang Doodle quale lato B. È considerato un classico del Chicago blues. È particolarmente conosciuta anche la versione dei The Doors, presente sia nel loro primo album omonimo che in Absolutely Live.

## Altri interpreti
Il brano è stato inciso, fra gli altri, da Guy Mitchell, Chicken Shack, Blues Project, Shadows of Knight, Bob Weir, Sam Gopal, T-Model Ford, Quicksilver Messenger Service, e dai Soul Asylum con Iggy Pop. Willie Dixon, autore della canzone, l'ha incisa nel suo album del 1970 I Am The Blues. Eric Burdon l'ha eseguita durante il tour coll'ex-chitarrista dei Doors Robby Krieger nel 1990/91.
Il brano Backdoor man inciso nel 1979 dai Giants non ha alcuna relazione col brano di Willie Dixon.